# El Naranjo, Acaponeta
El Naranjo är en ort i Mexiko.   Den ligger i kommunen Acaponeta och delstaten Nayarit, i den centrala delen av landet, 700 km nordväst om huvudstaden Mexico City. El Naranjo ligger 73 meter över havet och antalet invånare är 253.
Terrängen runt El Naranjo är varierad. Runt El Naranjo är det glesbefolkat, med 9 invånare per kvadratkilometer. Närmaste större samhälle är Acaponeta, 11,9 km sydväst om El Naranjo. I omgivningarna runt El Naranjo växer i huvudsak lövfällande lövskog.